# Philygria interrupta
Philygria interrupta är en tvåvingeart som först beskrevs av Alexander Henry Haliday 1833.  Philygria interrupta ingår i släktet Philygria och familjen vattenflugor. Arten har ej påträffats i Sverige. Inga underarter finns listade i Catalogue of Life.